# Mazury (obwód lwowski)
Mazury (ukr. Мазури) – wieś na Ukrainie, w rrejonie jaworowskim (do 2020 roku w rejonie mościskim) obwodu lwowskiego.